# Bertolidy
Bertolidy, związki niestechiometryczne – związki chemiczne, które w przeciwieństwie do daltonidów nie spełniają prawa stałości składu. Nazwa pochodzi od nazwiska Claude'a Louisa Bertholleta.
Bertolidy można spotkać wśród stałych związków nieorganicznych oraz wielu polimerów syntetycznych. Przyczyną zmiennej zawartości różnych pierwiastków w związku mogą być defekty sieci krystalicznej lub występowanie nadmiaru atomów jednego ze składników, nietworzących wiązań chemicznych. Wprawdzie entropia sprawia, że każde ciało stałe jest do pewnego stopnia niestechiometryczne, jednak ze względów praktycznych termin ten stosuje się do związków, w których odstępstwa od stechiometrii są mierzalne i wynoszą co najmniej 1% wartości idealnej.
Brak stechiometrii jest powszechny wśród tlenków metali przejściowych, zwłaszcza gdy metal nie jest na swoim najwyższym stopniu utlenienia. Pomimo że idealny wzór tlenku żelaza(II) zapisywany jest jako FeO, to rzeczywista stechiometria odpowiada w przybliżeniu wzorowi Fe0,95O. Niedobór jonów żelaza(II) kompensowany jest zwiększeniem stopnia utlenienia niektórych atomów żelaza do +3. Skład związków niestechiometrycznych oscyluje zazwyczaj w wąskim zakresie wokół pewnej wartości. W przypadku tlenku żelaza(II) wzór można zapisać jako Fe1-xO, gdzie x = 0,054÷0,185.